# ビーカーネール
ビーカーネール（ヒンディー語：बीकानेर、Bikaner）は、インドのラージャスターン州のビーカーネール地域の中心都市。
2011年3月1日の人口は64万4406人で、州内4位だった。
タール砂漠内にあるオアシス都市で、1486年にRao Bikaによって建設された。
ガンジス運河が1928年に、インディラ・ガンディー運河が1987年に作られたことにより、マスタード、木綿、小麦などの作物の生産が盛んになった。
他には、毛織物産業や石膏、漆喰、ベントナイトなどの鉱業も盛んである。

## イベント
- 駱駝祭：毛刈り大会が2018年3月3日の日立 世界・ふしぎ発見!で取り上げられた。

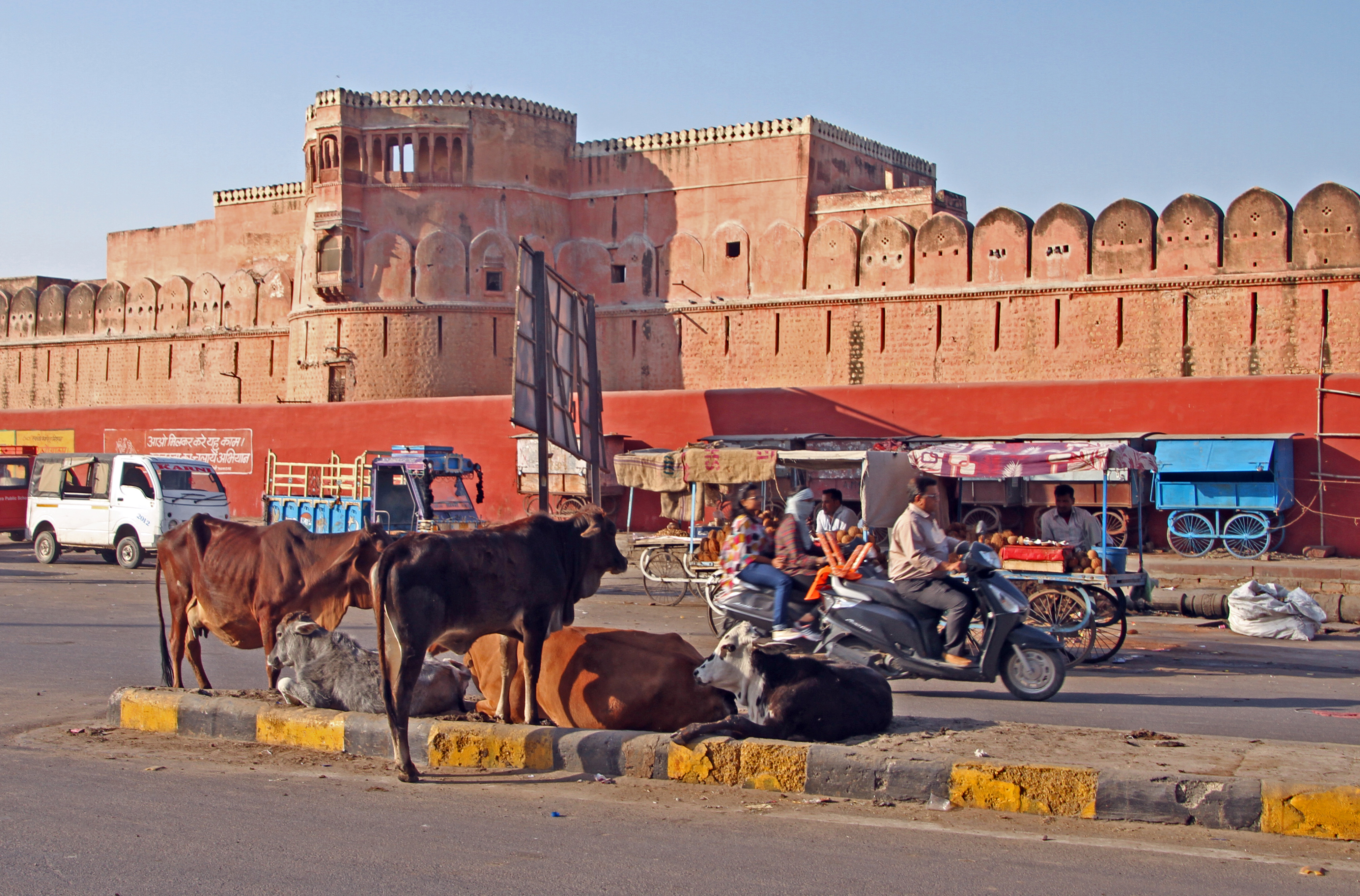
Junagarh Fort
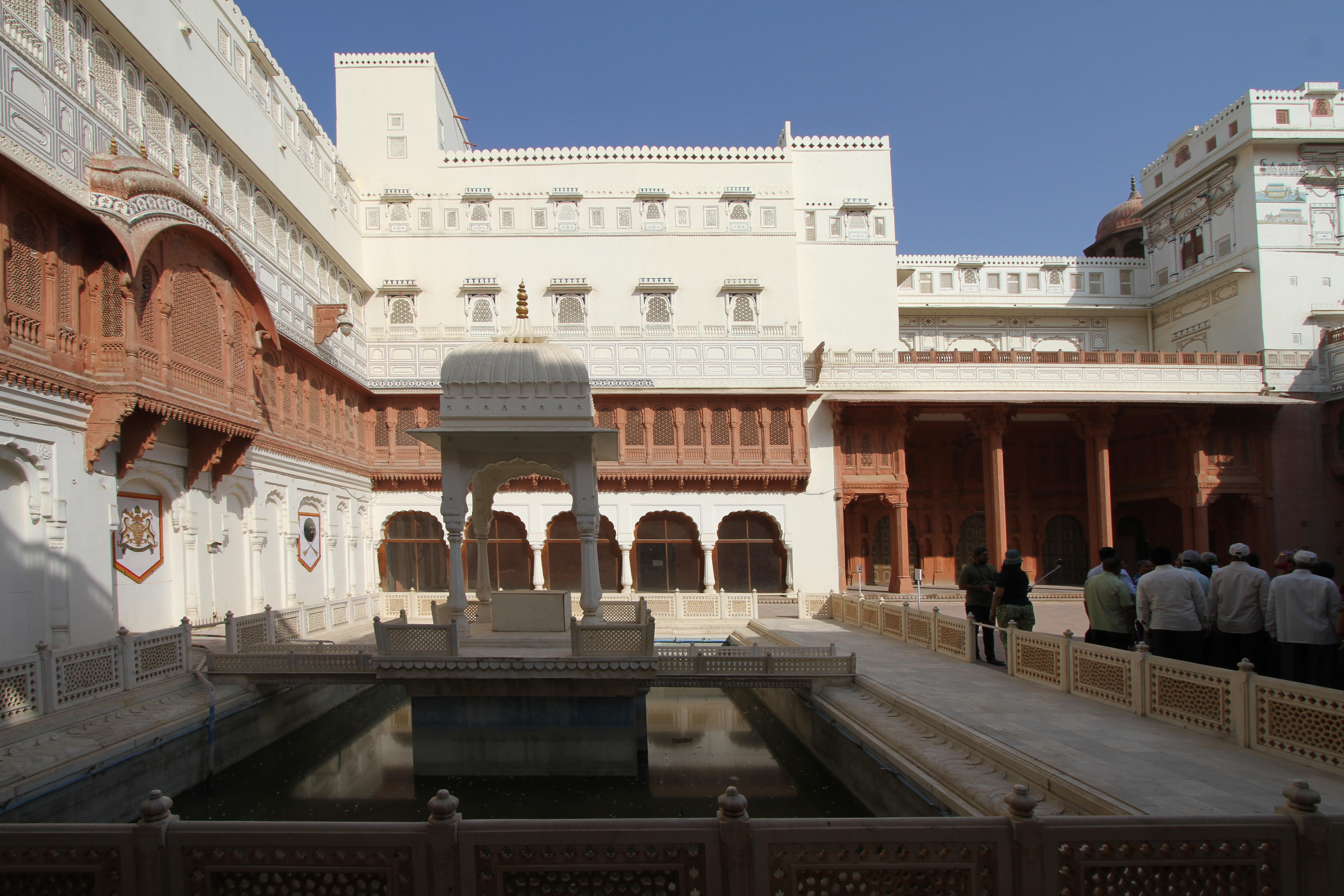
Inside Junagarh Fort
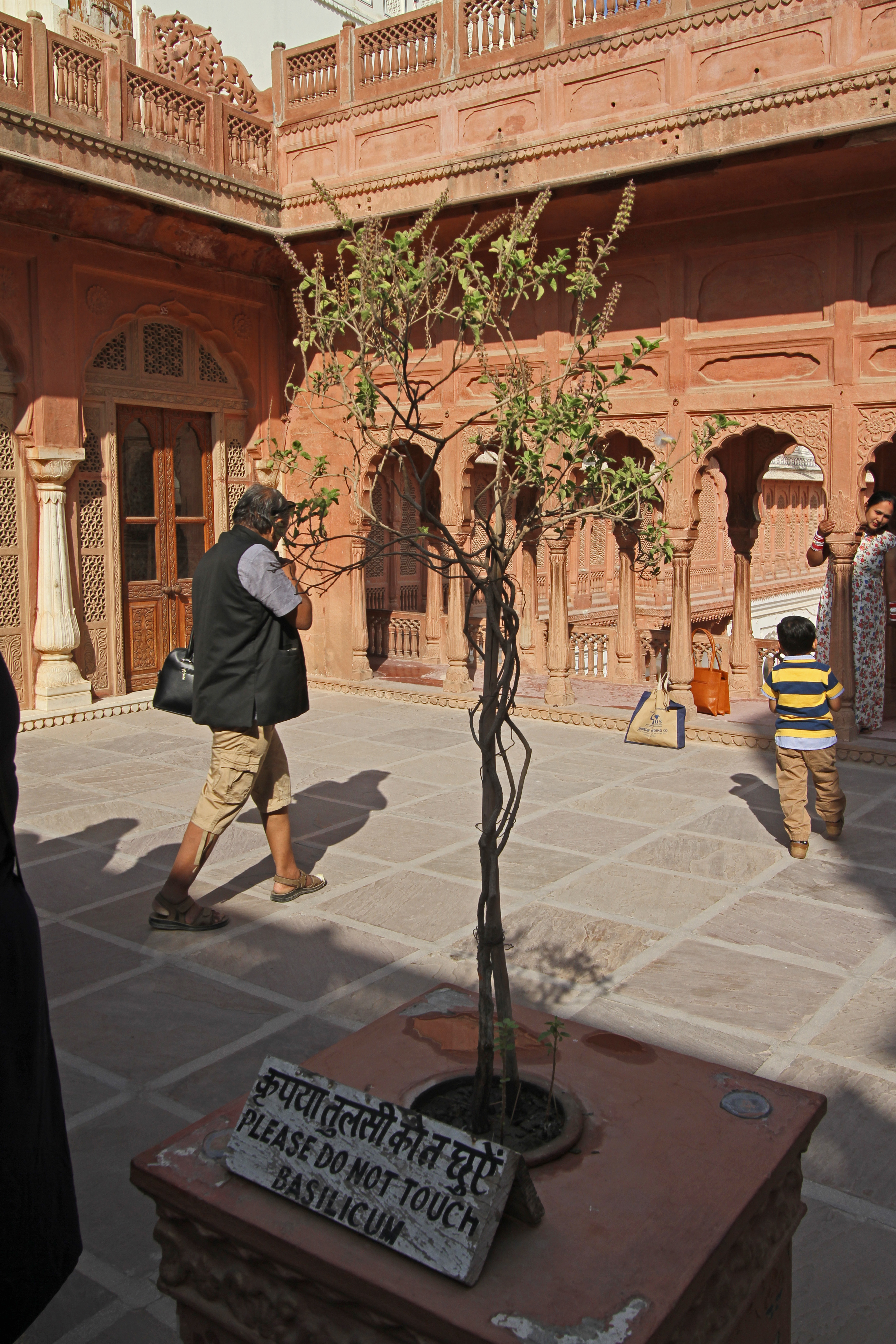
Inside Junagarh Fort
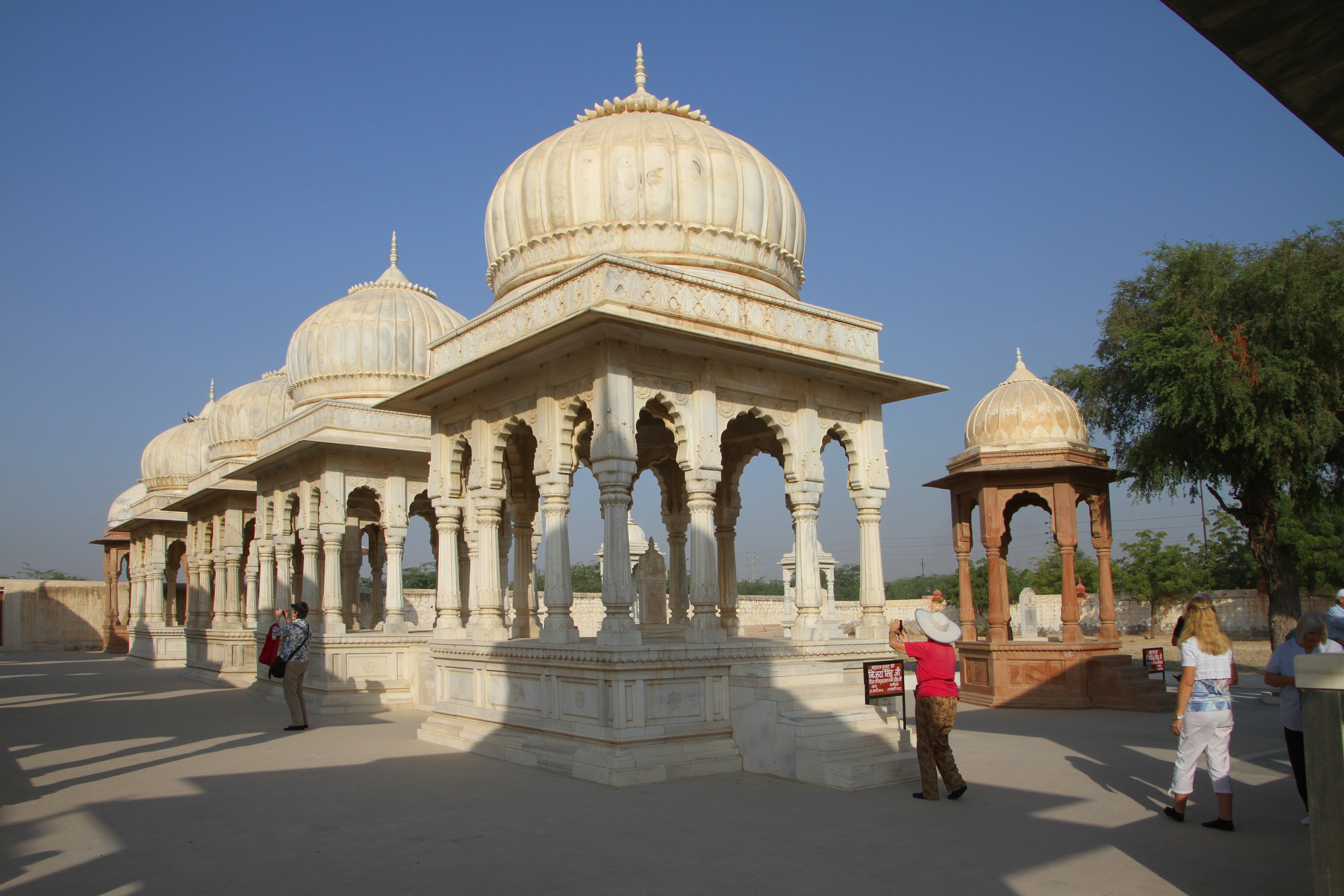
Devikund Sagar
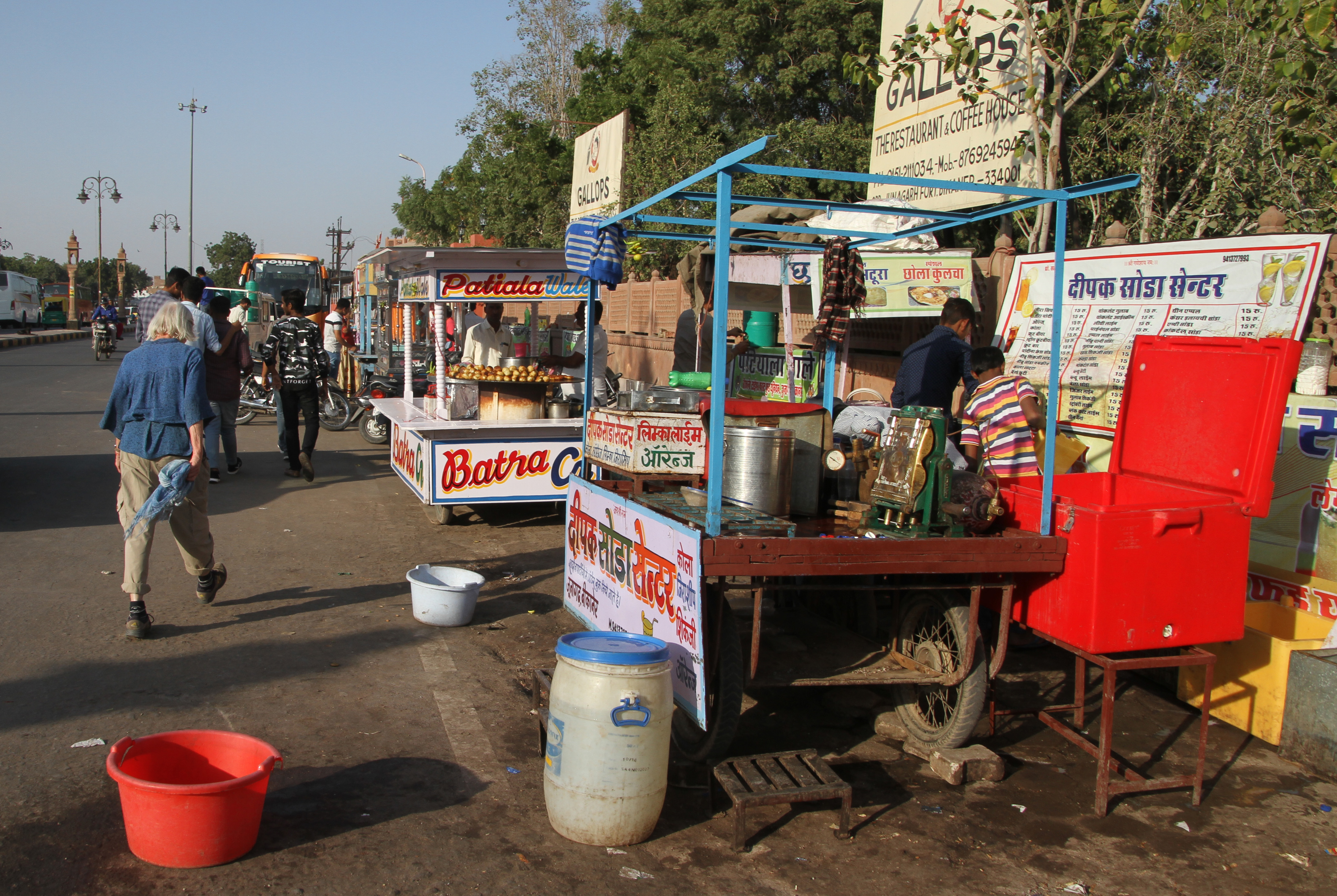
Trading
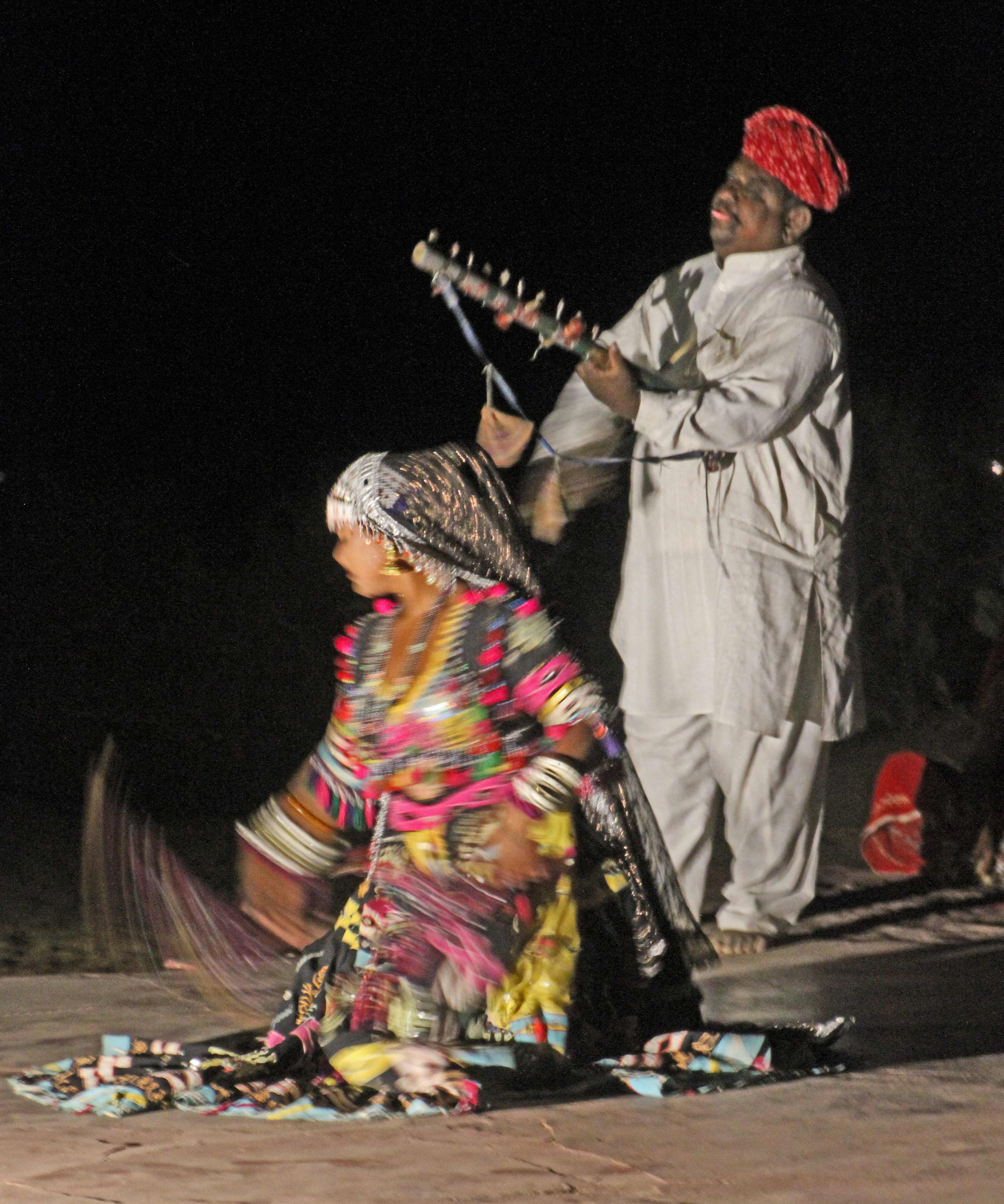
Folklore festival
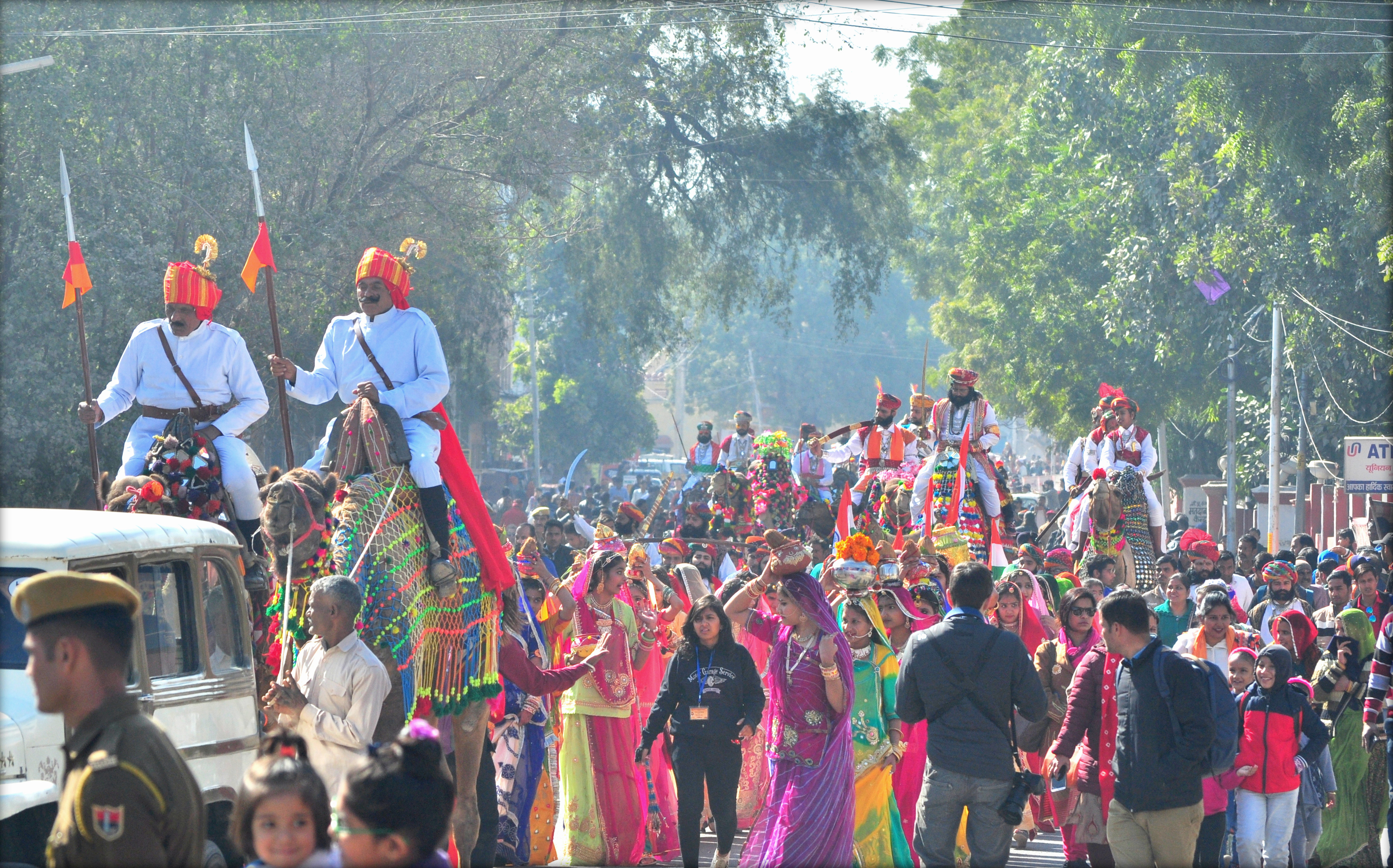
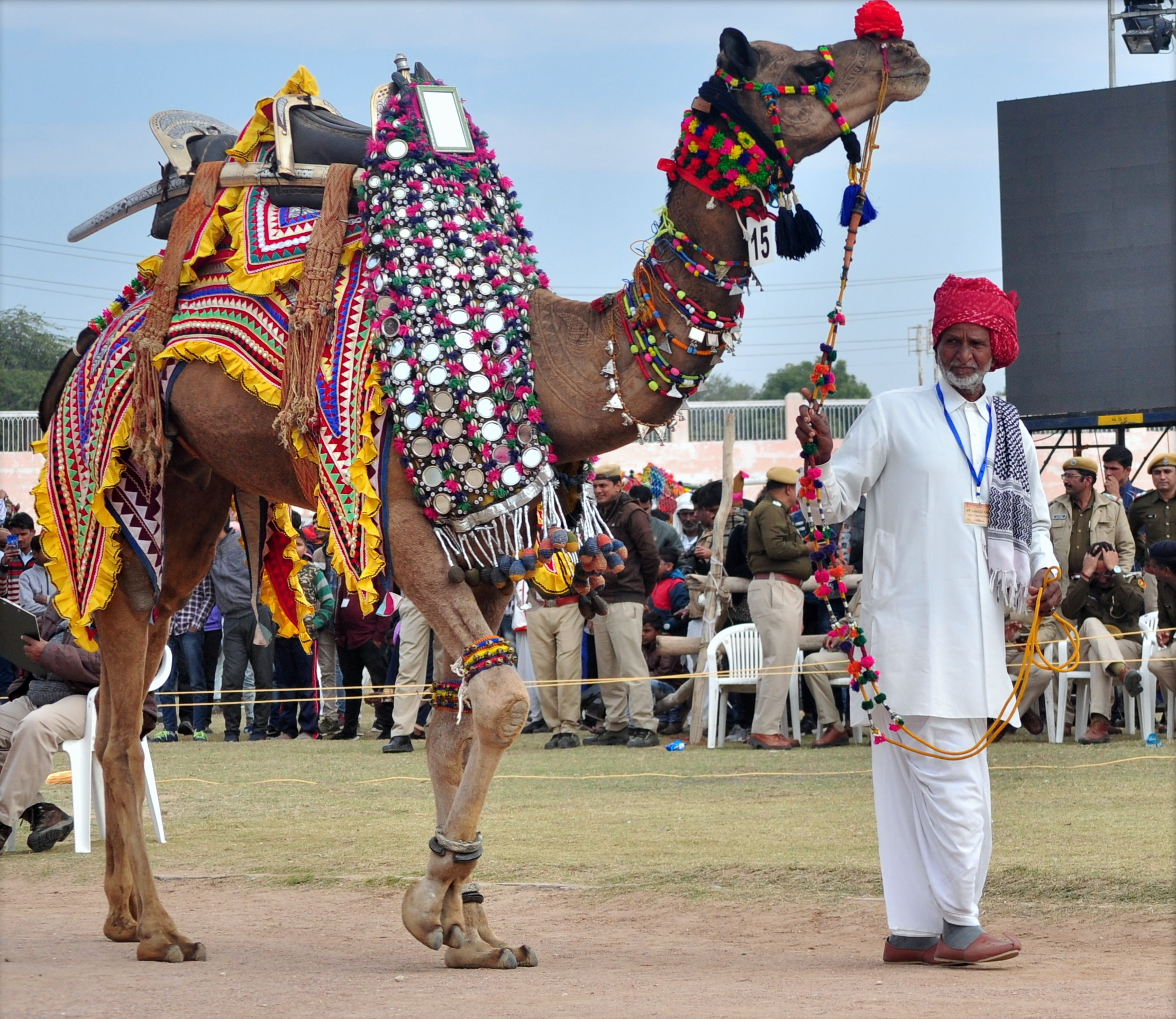
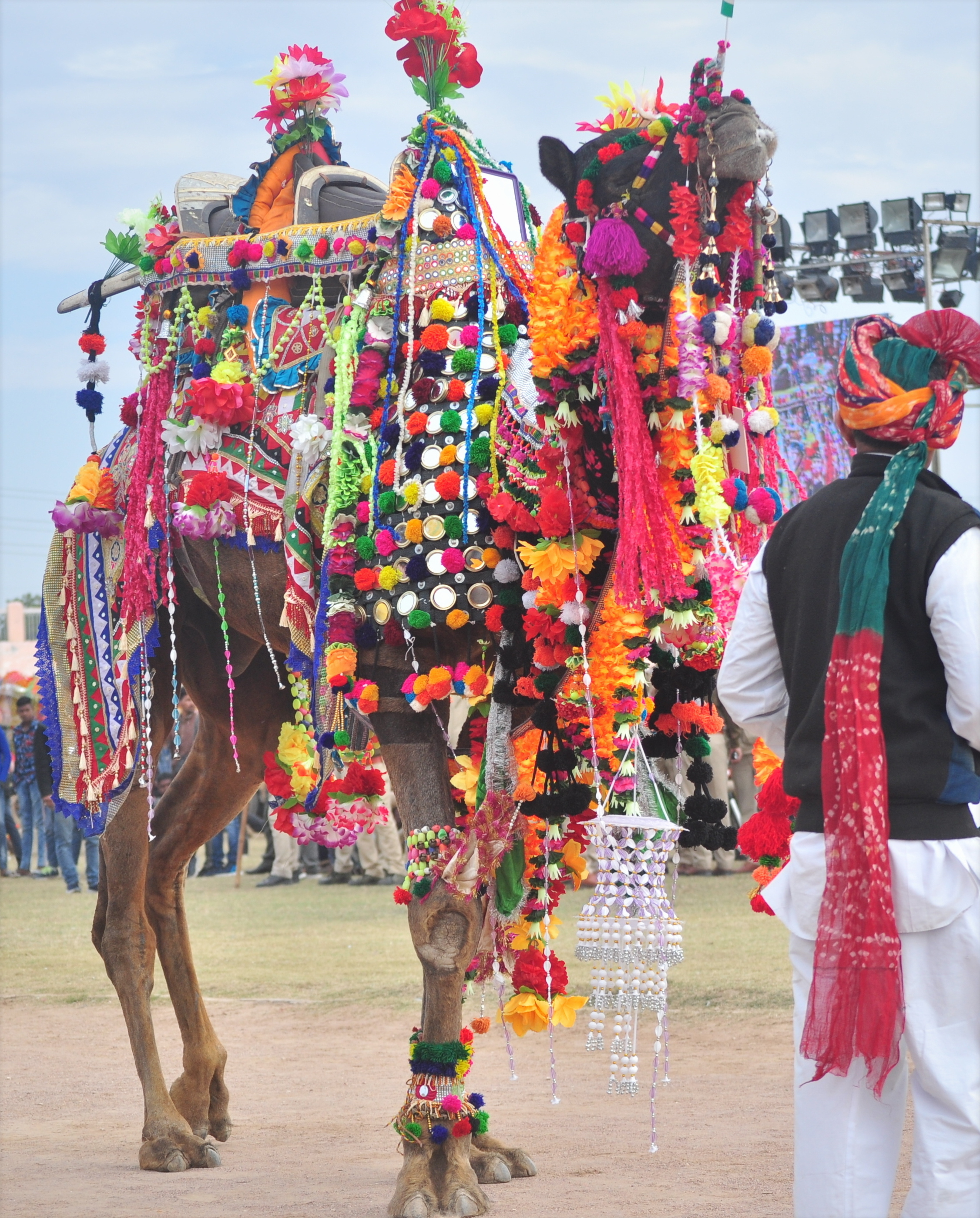
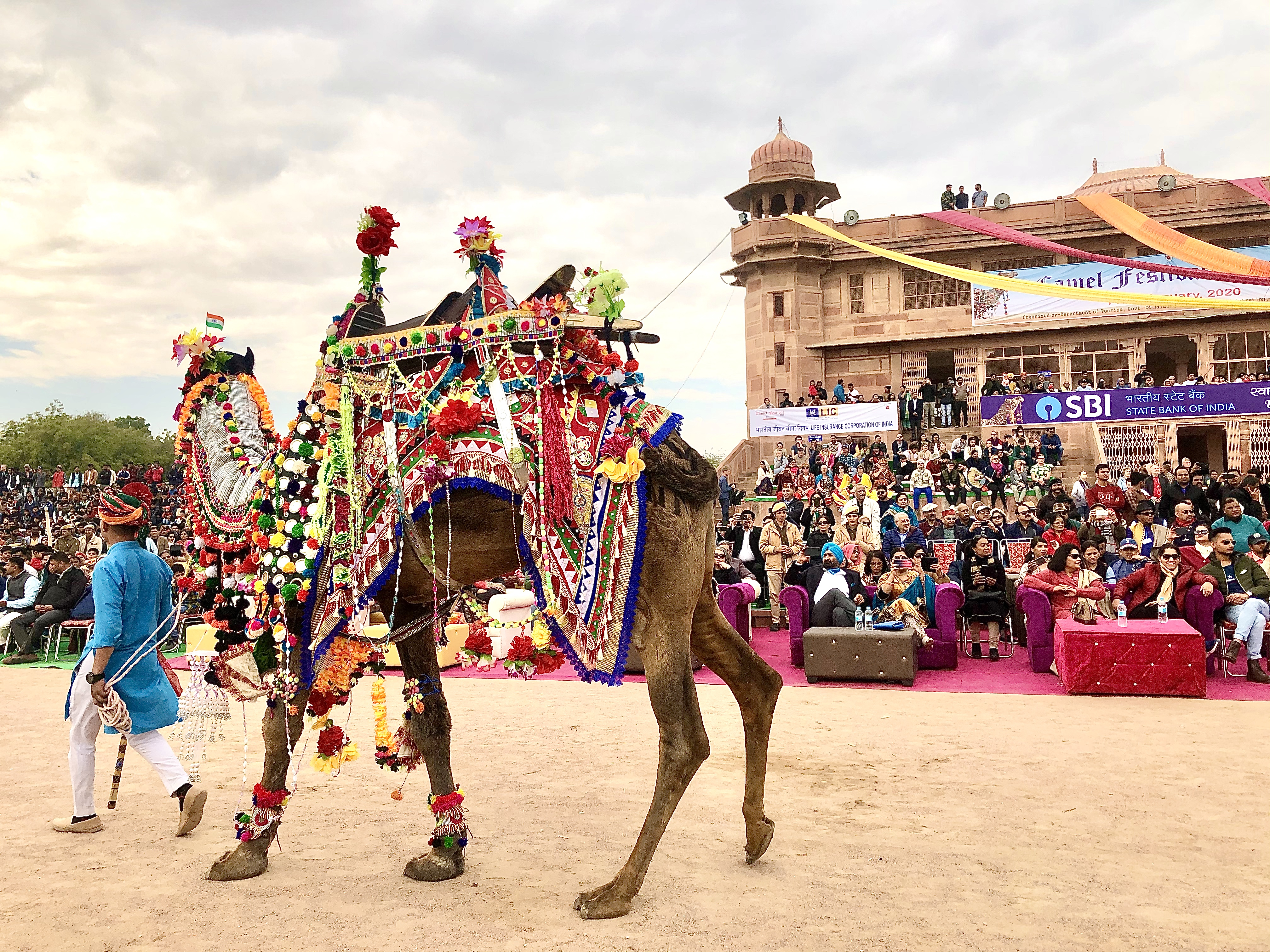
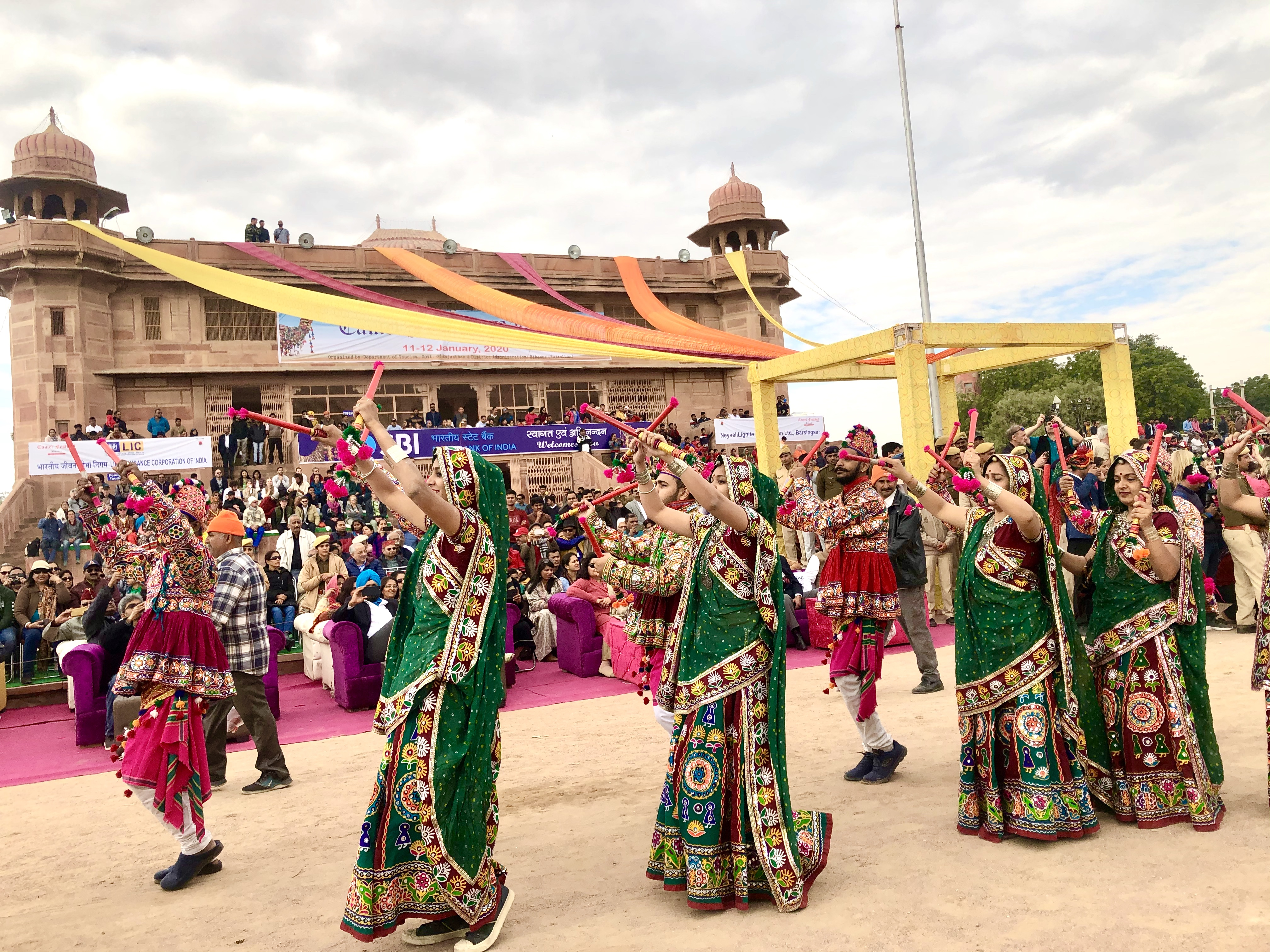
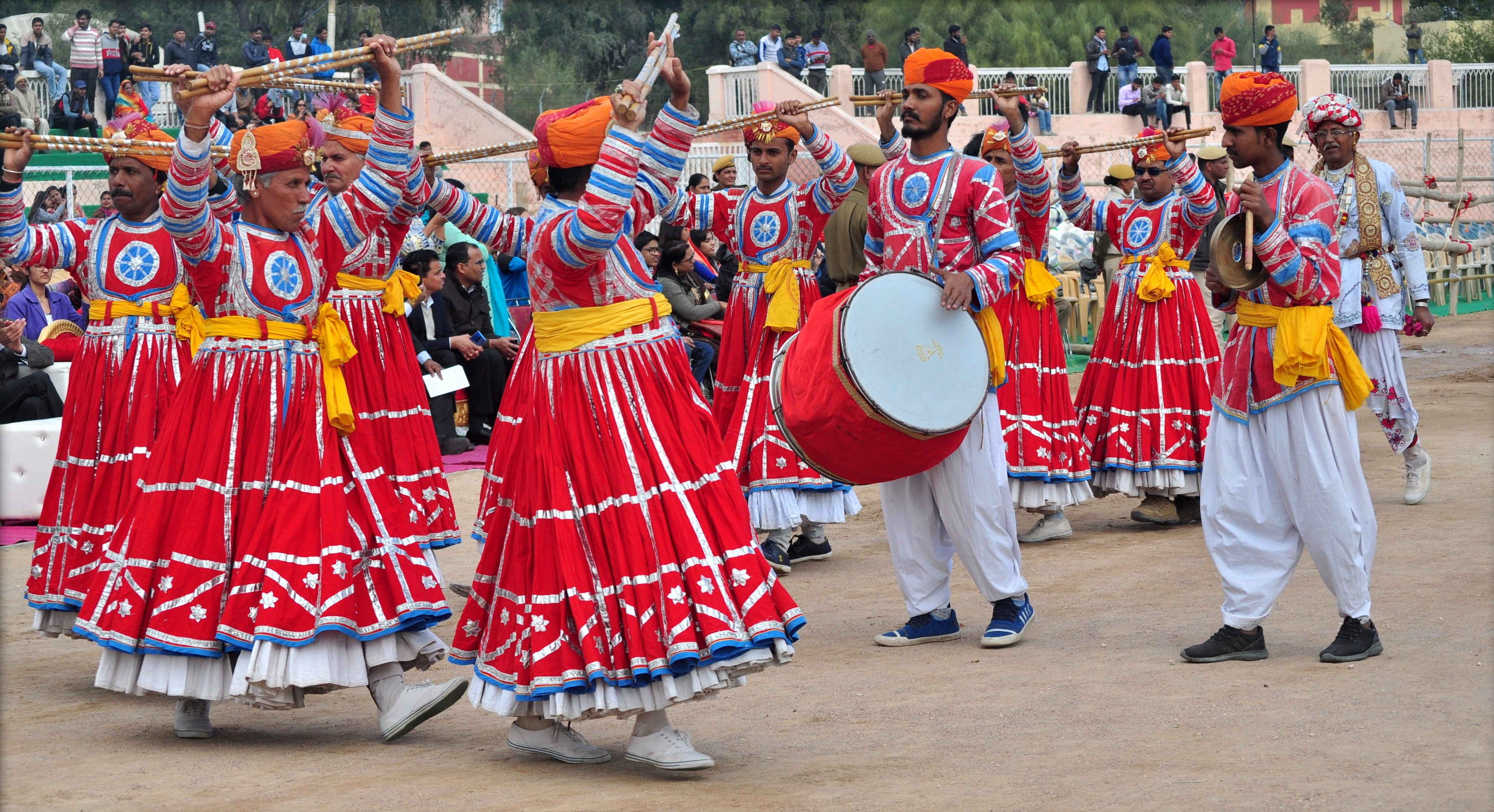